# Edward Frederic Benson
Edward Frederic Benson, född 24 juli 1867 död 29 februari 1940, var en brittisk författare. Han var son till Edward White Benson samt bror till Arthur Christopher Benson och Robert Hugh Benson.
Benson var en flitig resenär och skrev en rad äventyrsromaner och spökhistorier. Han arbetade även som arkeolog i Aten och Egypten.